# Gottfried Curio

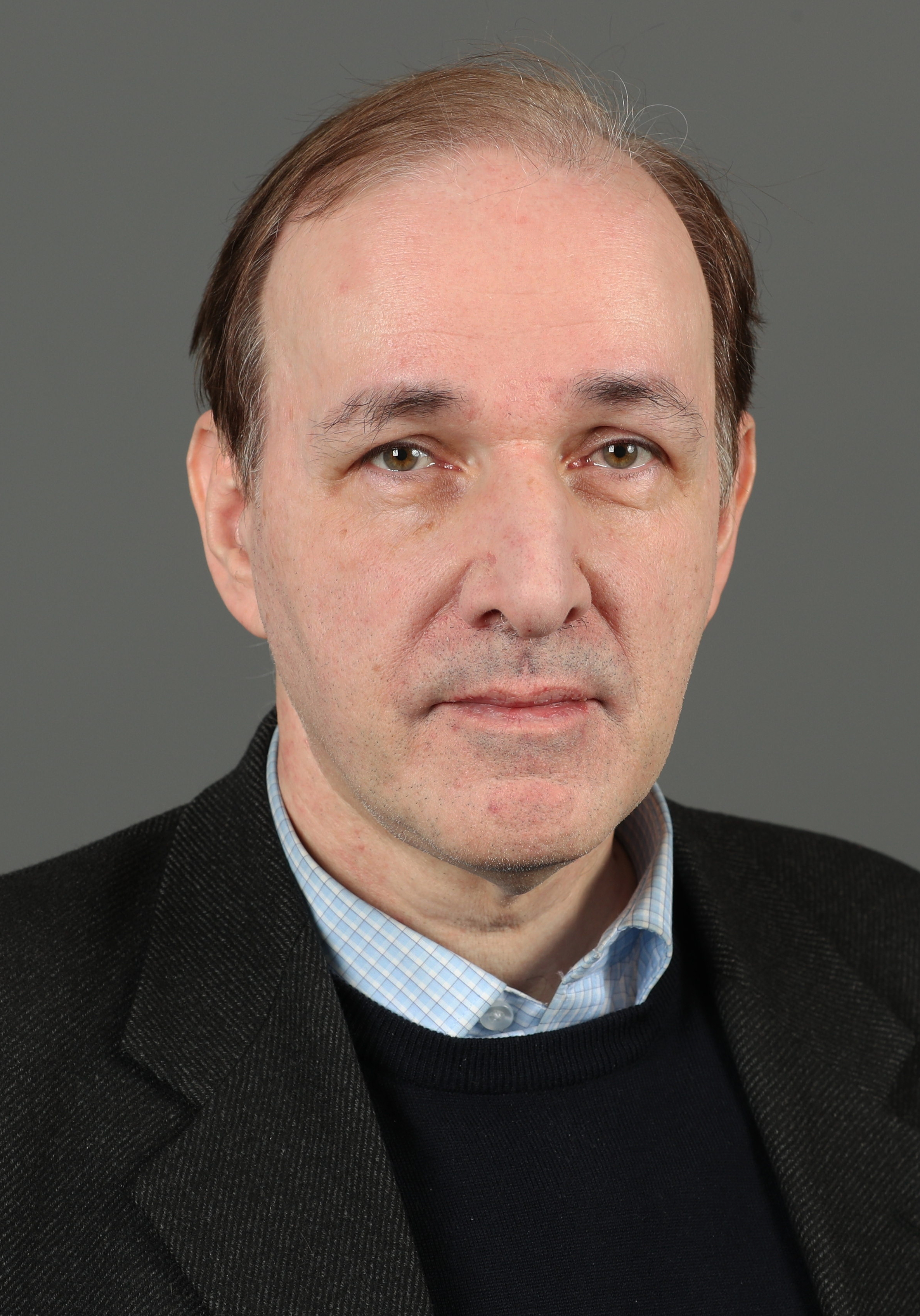
Gottfried Curio (2020)

Gottfried Curio (nascido em 2 de setembro de 1960) é um político alemão da Alternativa para a Alemanha (AfD) e desde 2017 membro do Bundestag.

## Vida e conquistas
Curio nasceu em 1960 em Westberlin e estudou física e matemática na Universidade Livre de Berlim. Curio entrou na AfD em 2014 e tornou-se, após a eleição do estado de Berlim de 2016, membro da casa dos delegados de Berlim.
Em 2017, Curio foi eleito para o Bundestag, o parlamento federal alemão.